# Hornsdale Power Reserve

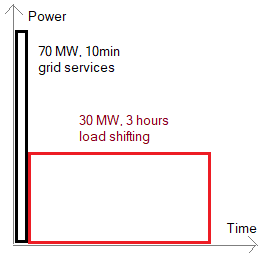
Діаграма залежності потужності секцій від часу

Hornsdale Power Reserve або Найбільший акумулятор Tesla (зображення) — система літій-іонних акумуляторів (Tesla Powerpack) потужністю 100 МВт та енергетичною ємністю 129 МВт·год, що побудована компанією Tesla Inc. у Південній Австралії. Призначення — накопичення і зберігання відновлюваної електроенергії, стабілізація роботи електричної мережі після численних вимкнень електрики та запобігання віяловим вимкненням світла у години пікових навантажень. Забезпечує електрикою 30 тис. осель. Початок роботи — 1 грудня 2017 року.
Через постійні перебої подавання електроенергії у Південній Австралії, уряд штату у березні 2017 року оголосив план, спрямований на створення та підтримку проєктів з використання відновлюваних джерел енергії. На це виділили $114 млн. Компанію Tesla Inc. було обрано з більш ніж 90 інших. Ілон Маск заявив, що вони зможуть створити енергоощадний об'єкт потужність 100 МВт у терміни, не довші, ніж 100 днів з миті підписання контракту. Коли австралійський мільярдер Майк Кеннон-Брукс засумнівався у таких термінах, Маск у Twitter повідомив, що робить наступну ставку: якщо його команда не вкладеться у зазначений термін, то він сам сплатить за будівництво. А це — $50 млн. Контракт із владою Аделаїди був підписаний 29 вересня 2017 року. Під час укладання договору глава Tesla визнав, що на той час його компанія вже виконала половину роботи.
Цього разу Маск вирішив співпрацювати із південнокорейською компанією Samsung SDI, а не з основним постачальником Panasonic. Тесла імпортувала деталі акумуляторів до США і здійснювала їх кінцеве збирання на одній із своїх Гігафабрик.
Найбільший акумулятор Tesla приєднаний до вітряної електростанції Hornsdale Wind Farm, що розташовується на північ від міста Аделаїда. Накопичуючи в собі електроенергію, система акумуляторів, що поділена на дві секції, здатна за потреби видавати потужність 70 МВт протягом 10 хвилин, а потім ще обслуговувати електромережу 3 години з потужністю 30 МВт.
23 листопада 2017 року Ілон Маск привітав команду Tesla Inc. та владу Південної Австралії із завершенням будівництва. Після проведення фахівцями випробувань об'єкту, щоби переконатися, що він відповідає стандартам, встановленим AEMO (оператором австралійського енергетичного ринку) та урядом, 1 грудня 2017 року відбувся офіційний запуск найбільшого в світі акумулятора Tesla. Там були присутні представники Tesla, а також французької компанії з виробництва поновлюваних джерел енергії Neoen та місцевої інженерної фірми. До них приєдналися південно-австралійський прем'єр-міністр Джей Погодал.
Попередньо Маск заявляв, що якщо встановити сонячні панелі на площі 1'890 квадратних кілометрів (приблизно десята частина Сіднею) і ще на семи квадратних кілометрах розташувати систему Tesla Powerpack, то можна забезпечити електроенергією всю Австралію.